# Ochropleura centralasiae
Ochropleura centralasiae là một loài bướm đêm trong họ Noctuidae.